# 二带梅鲷
二带梅鲷（学名：Caesio diagramma）为笛鲷科梅鲷属的鱼类。分布于印度洋北部沿海至菲律宾、北至日本四国、台湾岛以及西沙群岛等，属于暖水性中上层鱼类。其常见于珊瑚礁附近浅水区。

## 扩展阅读
維基物種上的相關：二带梅鲷